# Jód (písmeno)

Fénické jód

Jód je desáté písmeno mnoha semitských abeced, včetně fénické, aramejské, hebrejské Jud, syrské a arabské Jāʾ ﻱ (v současné arabské abecedě se nachází na 28. místě). Toto písmeno zní všech abecedách, v nichž se používá, stejně a to [j], někdy se používá jako dlouhá verze [i:].
Z tohoto fénického písmene vznikla řecká Iota (I), latinské I a gótské eis 𐌹

## Hebrejské jod
Jod (symbol י) (hebrejsky יוד,יוֹד (hovorově též jud) je desáté písmeno hebrejské abecedy.

### Symbolika
V symbolice může mít jod mnoho významů. Může znamenat plamen, slovo boží, slza. Jedná se o jedno z nejsymboličtějších hebrejských písmen.
Dále je písmeno jod základem a tvoří všechny hebrejské znaky.

### Užití v hebrejštině

#### Výslovnost
Písmeno jod se v hebrejštině čte dvěma způsoby:
1. Jako palatální aproximanta [j] (j, IPA 153). Někdy se pro potřeby zdůraznění, že se jedná o [j] používá zdvojení jodu (ײ).
2. Jako samohláska [i], tomto případě se samo nečte.
3. Výjimečně naznačuje také samohlásku [e][2].

#### Místo v hebrejském systému číslic
V hebrejské systému číslic má číselný význam 10.